# Термин
Те́рмин (от лат. terminus «предел, граница») — слово или словосочетание, являющееся названием строго определённого понятия какой-нибудь области науки, техники, искусства и так далее.
В словаре В. И. Даля: «Те́рмин м. лат. выражение, слово, речение, названье вещи или приёма, условное выражение».

## Общая характеристика
Термины служат специализирующими, точными обозначениями, характерными для сферы предметов, явлений, их свойств и взаимодействий. В отличие от слов общей лексики, которые зачастую многозначны и несут эмоциональную окраску, термины в пределах сферы применения однозначны и лишены экспрессии.
Термины существуют в рамках определённой терминологии, то есть входят в конкретную лексическую систему языка, но лишь через посредство конкретной терминологической системы. В отличие от слов общего языка, термины не связаны с контекстом. В пределах данной системы понятий термин в идеале должен быть однозначным, систематичным, стилистически нейтральным (например, «парадигма», «кварк», «атом»).
По мнению автора учебника «Терминоведение» С. В. Гринёва-Гриневича, ссылающегося на мнение О. С. Ахмановой, основной состав терминологического списка европейских языков «вполне может быть исчерпан существительными». Гринёв-Гриневич признаёт существование «отличного мнения», согласно которому к терминам можно относить и некоторые глаголы, а также прилагательные и наречия, однако отвергает эту точку зрения как несостоятельную. Отсюда его уточнённое определение термина как «номинативной лексической единицы (слова или словосочетания), принимаемой для точного именования понятий».
Термины и нетермины (слова общенародного языка) могут переходить друг в друга. Термины подчиняются словообразовательным, грамматическим и фонетическим правилам данного языка, создаются путём терминологизации слов общенародного языка, заимствования или калькирования иноязычных термино-элементов. В некоторых случаях при таком вхождении слова в терминологию различных предметных областей возникает омонимия: так, например, заимствованное из латыни слово «лигатура» (лат. ligatura) в металлургии имеет значение «сплавы для легирования», в хирургии — «нить, используемая при перевязке кровеносных сосудов», в теории музыки — графема, в которой несколько простых «разновысотных» нотных знаков записывались слитно, как единый знак.
В современной науке существует стремление к семантической унификации систем терминов одной и той же науки в разных языках (однозначное соответствие между терминами разных языков) и к использованию интернационализмов в терминологии.
В логике «термин» — это то же, что терм, элемент формализованного языка, соответствующий подлежащему или дополнению в обычном грамматическом смысле, и субъект суждения в традиционной логике. Наиболее распространённое понимание: элемент посылки суждений (высказываний), входящих в так называемый категорический силлогизм. Различают больший термин, служащий предикатом («логическим сказуемым») суждения, являющегося заключением данного силлогизма, меньший термин — субъект («логическое подлежащее») заключения и средний термин, вообще не входящий в заключение силлогизма (но входящий в его суждения-посылки).